# Bu Jiang
Xia Bu Jiang (夏不降), de son nom personnel Si Bu Jiang (姒不降), fut le onzième roi de la dynastie Xia. Intronisé à Laoqiu (老丘), il régna de -1980 à -1920. Il combattit les barbares Jiuyuan (九苑), durant la sixième année de son règne. À la trente-cinquième année de son règne, ses vassaux, les Shang ont vaincu Pi (皮氏). Pendant la cinquante-neuvième année de règne, il abdiqua pour laisser le trône à son jeune frère Jiong. Bu Jiang décéda dix ans plus tard. Il est généralement regardé comme l'un des souverains Xia des plus sage.